# Down with Webster
 (juin 2013).
Si vous disposez d'ouvrages ou d'articles de référence ou si vous connaissez des sites web de qualité traitant du thème abordé ici, merci de compléter l'article en donnant les références utiles à sa vérifiabilité et en les liant à la section « Notes et références ».

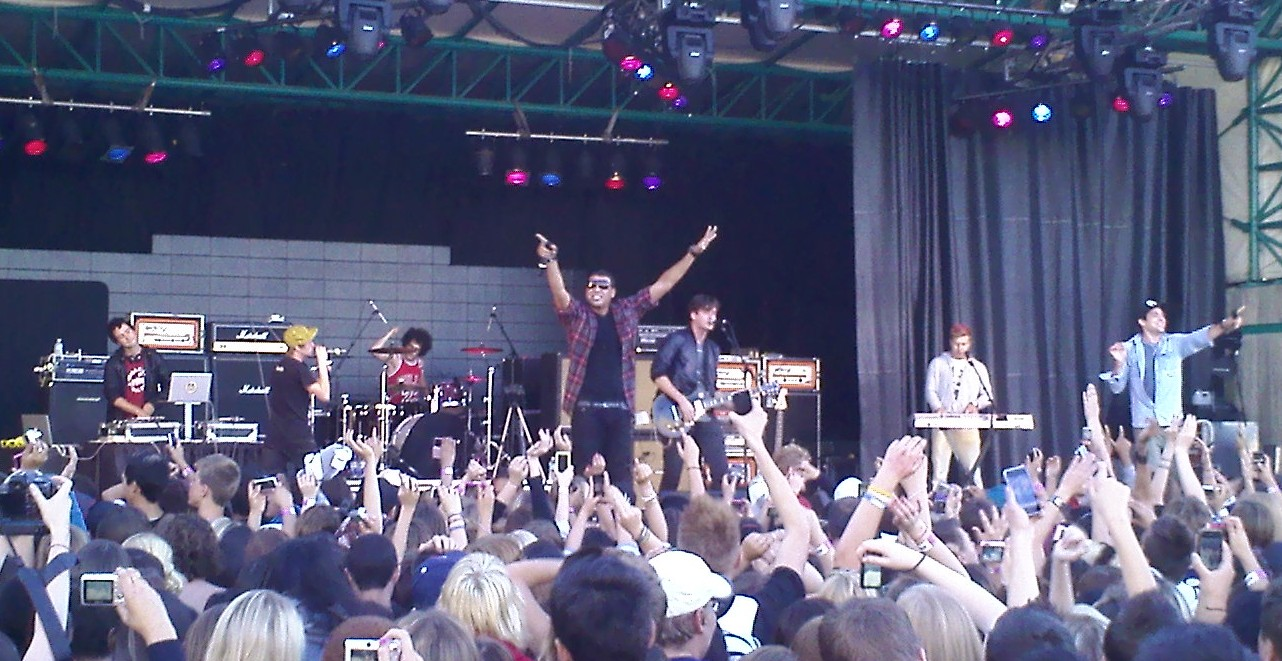
Down With Webster sur scène en 2010.

Down With Webster, aussi surnommé DWW est un groupe de pop-rock-rap formé à Toronto au Canada. Le groupe avait été formé pour un concours de talents. Ils ont signé avec Universal Motown en 2009.
Leur premier album s'intitulait Time To Win Vol. 1, sorti en 2009 et leur deuxième, en 2011, nommé Time To Win Vol. 2. Ils ont vendu plus de 50 000 albums et plus de 500 000 singles[réf. nécessaire]. Le groupe a été nommé pour les Juno, les MuchMusic Video Awards et les Canadian Radio Music Awards.

## Membres actuels
- Martin Bucky Seja - Rap Vocales
- Cameron Camm Hunter - Rap Vocales, Vocales
- Patrick Pat Gillett - Vocales, Guitare
- Tyler Armes - Guitare Bass, Clavier Électrique
- Andrew Marty Martino - Batterie
- Dave Diggy Ferris - DJ, Tables Tournantes